# Rokosowo (Pomerania Occidental)
Rokosowo [pronunciación en polaco: /rɔkɔˈsɔvɔ/] (Anteriormente en alemán: Rogzow) es un pueblo en el distrito administrativo de Gmina Sławoborze, dentro del Distrito de Świdwin, Voivodato de Pomerania Occidental, en el noroeste de Polonia. Se encuentra aproximadamente 5 kilómetros al norte de Sławoborze, 17 kilómetros al norte de Świdwin, y 95km al noreste de la capital regional, Szczecin.
Hasta 1945 el área era parte de Alemania. Para la historia de la región, véase Historia de Pomerania.